# 物質工学
物質工学（ぶっしつこうがく）とは、物理学と化学を基盤に、物質・材料の性質及び機能に関して研究・開発を行う工学の一分野である。

## 概要
物理・化学の総合化を基盤として、金属学、有機化学・無機化学・分析化学・物理化学・化学工学・生物化学などを中心に物質について教育、研究・開発を行う工学系の学問分野である。素材・材料それ自体の性質や原子・分子の反応性などの調査・研究を通じて、より高品質な新素材・新規物質の開発などを行っている。物質工学は、基本的に工業化学に近い学問分野と言える、とされるが、生物化学・遺伝子工学、機能性材料や環境科学など、化学系以外の異分野を取り込んだ形として、従来の工業的手法に拘らない化学の総合的アプローチと言う意味で、「物質工学」という学問分野が成立してきた、とも言われる。

## 物質工学という名称の背景
物質工学という名称が付いた学科や専攻が国内の大学や高専には数多く存在している。しかし、物質工学が新たな学問体系としての一分野として確立されているかどうか明らかではない。いまのところ、物質工学の名称を含む学会は、国内でも存在していない。現状は、一般にこの学問が存在すると言うよりも、総合的に化学を研究する分野、研究集団の組織であると言えるのかもしれない。背景には、ナノテクノロジーやバイオテクノロジーの発展に伴う、物理系および化学系の専門分野の多様化があり、入試などの学生の受け入れに際して、工業化学などのような名称が実情に合わなくなってきたことが挙げられよう。実際に、大学や高専の元の工業化学科がこれらの改称を行っている場合が多い。

## 関連分野
- 物性物理学
- ナノテクノロジー
- 物理化学
- 分析化学
- 無機化学
- 有機化学
- 化学工学
- 生物化学
- 材料科学
- 天然物化学
- 有機合成
- 高分子
- 有機材料
- 無機材料
- セラミックス
- 遺伝子工学